# Échevronne
 Échevronne  là một xã ở tỉnh Côte-d’Or trong vùng Bourgogne-Franche-Comté, phía đông nước Pháp. Xã Échevronne nằm ở khu vực có độ cao từ 304-600 mét trên mực nước biển.